# Vichadero
Vichadero è un comune dell'Uruguay, situato nel Dipartimento di Rivera.